# Myrilla lineatrifrons
Myrilla lineatrifrons är en insektsart som beskrevs av Schmidt 1907. Myrilla lineatrifrons ingår i släktet Myrilla och familjen lyktstritar. Inga underarter finns listade i Catalogue of Life.